# Pseudoschulthessiella dubiosa
Pseudoschulthessiella dubiosa är en insektsart som beskrevs av Marius Descamps 1977. Pseudoschulthessiella dubiosa ingår i släktet Pseudoschulthessiella och familjen Thericleidae. Inga underarter finns listade i Catalogue of Life.